# Drosophila papaalai
Drosophila papaalai este o specie de muște din genul Drosophila, familia Drosophilidae, descrisă de Karl N. Magnacca și O'grady în anul 2008. Conform Catalogue of Life specia Drosophila papaalai nu are subspecii cunoscute.